# Gemeinden im Landkreis Altötting
Nach dem Abschluss der Gemeindegebietsreform am 1. Mai 1978 umfasst der Landkreis Altötting noch 24 Gemeinden, darunter 4 Städte.

## Städte und Gemeinden (seit dem 1. Mai 1978)
| 1. Altötting 2. Burghausen 3. Burgkirchen an der Alz 4. Emmerting 5. Erlbach 6. Feichten an der Alz 7. Garching an der Alz 8. Haiming 9. Halsbach 10. Kastl 11. Kirchweidach 12. Marktl | 1. Mehring 2. Neuötting 3. Perach 4. Pleiskirchen 5. Reischach 6. Stammham 7. Teising 8. Töging am Inn 9. Tüßling 10. Tyrlaching 11. Unterneukirchen 12. Winhöring | Landkreis Altötting |

## Geschichte
Gemeinden wurden in Bayern mit dem Gemeindeedikt vom 17. Juni 1818 als eigene Verwaltungseinheiten geschaffen. Sie erfüllten alle Aufgaben unterhalb der Bezirksämter, den heutigen Landkreisen.
Das Bezirksamt Altötting entstand 1862 aus den Landgerichten Altötting und Burghausen.
Um 1900 umfasste das damalige Bezirksamt Altötting 46 Gemeinden und 4 gemeindefreie Forstbezirke. Die Zahl der Gemeinden blieb bis Mitte der 1960er weitgehend konstant. Lediglich die Gemeinden Tüßling und Tüßling-Vormarkt wurden 1900 zum Markt Tüßling vereinigt, die Gemeinde Holzfeld wurde 1921 nach Burghausen und Mehring eingemeindet.
Ab dann wurden im Zuge der kommunalen Neuordnung Bayerns zahlreiche Gemeinden des Landkreises zu größeren Einheiten zusammengeschlossen. Im Landkreis Altötting verlief die Gemeindegebietsreform fast reibungslos. Die meisten Gemeinden entschieden sich für freiwillige Zusammenschlüsse.
Zwischen 1964 und 1972 verringerte sich die Zahl der Kommunen auf 26. Mit Inkrafttreten der Kreisgebietsreform in Bayern und der damit verbundenen Auflösung des südlich benachbarten Landkreises Laufen wurde die Gemeinde Tyrlaching in den Landkreis Altötting eingegliedert. 1978 wurden schließlich noch die Gemeinden Hirten, Raitenhaslach und Wald an der Alz aufgelöst.

## Städte und Gemeinden (um 1900)
| 1. Altötting 2. Alzgern 3. Burghausen 4. Burgkirchen 5. Dorfen 6. Eggen 7. Emmerting 8. Endlkirchen 9. Erlbach 10. Feichten 11. Forstkastl 12. Garching 13. Geratskirchen 14. Gufflham 15. Haiming 16. Halsbach 17. Holzfeld 18. Kirchweidach | 1. Marktl 2. Marktlberg 3. Mehring 4. Neukirchen an der Alz 5. Neuötting 6. Nonnberg 7. Oberburgkirchen 8. Oberkastl 9. Oberpleiskirchen 10. Oberzeitlarn 11. Perach 12. Piesing 13. Raitenhart 14. Raitenhaslach 15. Reischach 16. Reischenbach 17. Schützing 18. Stammham | 1. Teising 2. Töging 3. Tüßling 4. Tüßling (Vormarkt) 5. Unterburgkirchen 6. Unterkastl 7. Unterneukirchen 8. Unterpleiskirchen 9. Wald an der Alz 10. Winhöring Gemeindefreie Forstbezirke 1. Forstbezirk Altötting 2. Forstbezirk Alzgern 3. Forstbezirk Daxenthal 4. Forstbezirk Holzfeld |

## Änderungen des Gebietsstandes der Gemeinden
- 1870: Umbenennung der Gemeinde Kirchweihdach in Kirchweidach
- 1875: Umbenennung der Gemeinde Guffelham in Gufflham
- 1875: Umbenennung der Gemeinde Neukirchen in Neukirchen a.d. Alz
- 1879: Umgliederung des Gemeindeteils Queng von der Gemeinde Stammham in den Markt Marktl
- 1. Januar 1900: Auflösung der Gemeinde Tüßling (Vormarkt) → Eingliederung in den Markt Tüßling
- 3. Juli 1913: Umbenennung der Gemeinde Reischenbach in Arbing
- 1. Januar 1921: Auflösung der Gemeinde Holzfeld → Eingliederung des Gemeindeteils Holzfeld in die Stadt Burghausen, Eingliederung der Gemeindeteile Niederholz und Öd in die Gemeinde Mehring
- 1951: Umbenennung der Gemeinde Garching in Garching a.d. Alz
- 1955: Umbenennung der Gemeinde Töging in Töging a. Inn
- 1955: Umgliederung des Gemeindeteils Gendorf von der Gemeinde Emmerting in die Gemeinde Burgkirchen an der Alz
- 3. August 1956: Umbenennung der Gemeinde Geratskirchen II in Wald bei Winhöring
- 1963: Umbenennung der Gemeinde Feichten in Feichten a.d. Alz
- 1. Januar 1964: Zusammenlegung der Gemeinden Oberzeitlarn und Halsbach nur neuen Gemeinde Halsbach
- 1. Januar 1966: Zusammenlegung der Gemeinden Oberpleiskirchen und Unterpleiskirchen zur neu gebildeten Gemeinde Pleiskirchen
- 1. Januar 1966: Zusammenlegung der Gemeinden Forstkastl, Oberkastl und Unterkastl zur neu gebildeten Gemeinde Kastl
- 1. Januar 1967: Auflösung der Gemeinde Eggen → Eingliederung der Gemeindeteile Haunberg, Hintereck, Iffelsberg, Kolbersberg, Kreuzbind, Reising und Rockersbach in die Gemeinde Reischach, Eingliederung der Gemeindeteile Aich, Blabenzing, Buchnerschneid, Eck, Ehegarten, Guggenberg, Hof, Holzen, Illbach (teilweise), Kautzing, Kronberg, Mandelsberg, Pfaffenbuch, Rauhstigl, Rubenberg, Salzing, Schmitten und Watzing in die Gemeinde Winhöring, Eingliederung der Gemeindeteile Antersberg, Estor, Goldhub, Grub, Harland, Harpeting, Hartberg, Hilling, Hitzenberg, Illbach (teilweise), Lehen b. Wald, Mitterhausen, Näglstall, Reit, Schollaberg, Sigrün, Stöpfing und Thalham in die Gemeinde Wald bei Winhöring
- 1. Januar 1969: Auflösung der Gemeinde Gufflham → Eingliederung der Gemeindeteile Bachstadt, Bremsstallmühle, Buchhäusl, Griesmühle, Himmelreich, Hinterberg, Höhlen, Hölzl, Holzen, Oberberg, Obermühl, Riedl, Schönberg, Sensmühl, Staindl, Unterberg, Weberau und Wimpersing in die Gemeinde Burgkirchen an der Alz und Zusammenlegung der Gemeindeteile Aichelberg, Auwies, Beiln, Bergham, Brodstrumm, Edhof, Engelsberg, Griesstätt, Gufflham, Gunzing, Hiebl, Höresham, Hundsberg, Königshäusl, Lötschau, Magerl, Oswald, Schralling, Thal, Trinkberg und Urfahrn mit der Gemeinde Neukirchen an der Alz zur neuen Gemeinde Hirten
- 1969: Umgliederung des Gemeindeteils Hechenberg von der Gemeinde Mehring in die Stadt Burghausen
- 1. Januar 1969: Zusammenlegung der Gemeinden Piesing und Haiming nur neuen Gemeinde Haiming
- 1. Januar 1970: Auflösung der Gemeinde Dorfen → Eingliederung in die Gemeinde Burgkirchen an der Alz
- 1. Januar 1970: Zusammenlegung der Gemeinden Endlkirchen und Erlbach nur neuen Gemeinde Erlbach
- 1. Januar 1970: Auflösung der Gemeinde Schützing → Eingliederung der Gemeindeteile Aiching, Bergham, Buchöd, Dornitzen, Forstergütl, Neuhaus, Oberpiesing, Queng, und Schützing in den Markt Marktl, Eingliederung der Gemeindeteile Berg, Daxenthal, Öd, Stockach und Thalweg in die Gemeinde Haiming
- 1. Oktober 1970: Auflösung der Gemeinde Mörmoosen (Landkreis Mühldorf am Inn) → Eingliederung in den Markt Tüßling
- 1. Juli 1971: Auflösung der Gemeinde Arbing → Eingliederung in die Gemeinde Reischach
- 1. Juli 1971: Auflösung der Gemeinde Alzgern → Eingliederung in die Stadt Neuötting
- 1. Juli 1971: Auflösung der Gemeinde Oberburgkirchen → Eingliederung in die Gemeinde Unterneukirchen
- 1. Oktober 1971: Auflösung der Gemeinde Unterburgkirchen → Eingliederung in den Markt Tüßling
- 1. Januar 1972: Auflösung der Gemeinde Raitenhart → Eingliederung in die Stadt Altötting
- 1. Januar 1972: Auflösung der Gemeinde Marktlberg → Eingliederung in den Markt Marktl
- 1. Januar 1972: Auflösung der Gemeinde Nonnberg → Eingliederung in die Gemeinde Pleiskirchen
- 1. Januar 1972: Auflösung der Gemeinde Wald bei Winhöring → Eingliederung in die Gemeinde Pleiskirchen
- 1. Januar 1978: Auflösung der Gemeinde Hirten → Eingliederung der Gemeindeteile Aderleiten, Berg, Biburg, Brandhub, Feller, Grub, Hütting, Kielhub, Mitterwinkl, Neukirchen a.d. Alz, Niederhofen, Oberwinkl, Reisachberg, Schachen und Wagenhofen in die Gemeinde Kirchweidach, Eingliederung der übrigen Gemeindeteile in die Gemeinde Burgkirchen an der Alz
- 1. Januar 1978: Auflösung der Gemeinde Raitenhaslach → Eingliederung der Gemeindeteile Aching, Auberg, Bergham, Eisenhammer, Fuchsshausen, Gries, Hasen, Holzham, Jägerbauer, Kupferhammer, Laimgruben, Lehner, Lindach, Marienberg, Moosbrunn, Neuhaus, Oberhadermark, Papiermühle, Pfaffing, Pfram, Pritzl, Pulvermühle, Raitenhaslach, Sägmeister, Scheuerhof, Schreiner, Silmoning, Stacherl, Stadl, Tiefenau, Trutzhof und Unterhadermark in die Stadt Burghausen, Eingliederung der Gemeindeteile Achatz, Aich, Aigen, Feichta, Fuchs, Gasteig, Glöcklhof, Grund, Haring, Kobl, Kollmann, Kuglstadl, Linner, Mad, Pirach, Posch, Quick, Schoppenheid, Seefelden, Seißl, Spielmann und Steinberg in die Gemeinde Burgkirchen an der Alz
- 1. Mai 1978: Auflösung der Gemeinde Wald an der Alz → Eingliederung in die Gemeinde Garching an der Alz
- 1978: Umgliederung der Gemeindeteile Auffang, Graming, Harrer a. Holz, Klausen, Loha, Oberschlottham, Schmidt i. Lindach, Unterschlottham und Wallner a.d. Osterwies von der Gemeinde Kastl in die Stadt Altötting
- 1978: Umgliederung der Gemeindeteile Auberg, Barbermühle, Bernhard, Bichl, Binder, Brunnschneider, Grasset, Großriedl, Hausschneider, Helml, Jaindl, Kleinriedl, Neuhäusl, Pöschl i. Auberg, Ramlehen, Seidelschmid, Trenkermühle, Wagner und Wührermühle von der Gemeinde Kastl in die Gemeinde Burgkirchen an der Alz
- 1978: Umgliederung des Gemeindeteils Almering von der Gemeinde Erharting (Landkreis Mühldorf am Inn) in die Gemeinde Pleiskirchen
- 1978: Auflösung der Gemeinde Kay (Landkreis Traunstein) → Eingliederung des Gemeindeteils Loding in die Gemeinde Tyrlaching